# Slut-shaming
Le slut-shaming traduit par stigmatisation sexuelle des femmes par l'OQLF, est un concept proposé à l'origine par des chercheures canadiennes et américaines. Cette expression, traduisible en français par « intimidation (ou humiliation) des salopes » ou « couvrir de honte les salopes », regroupe un ensemble d'attitudes individuelles ou collectives agressives envers les femmes dont le comportement sexuel serait jugé « hors-norme ». 
Le slut-shaming consiste donc à stigmatiser, culpabiliser ou disqualifier toute femme dont l'attitude ou l'aspect physique serait jugé provocant ou trop ouvertement sexuel ou qui cherche à se faire avorter,. 
Même des symboliques n'ayant a priori pas de lien avec la sexualité peuvent mener à la stigmatisation (argent, voiture, pouvoir) et au slut-shaming. 
Le slut-shaming entretient l'idée que le sexe est dégradant pour les femmes. Il est commis par des hommes comme par des femmes, dans les sphères publique et privée. Les attaques peuvent être physiques ou morales et dépendent de la culture et des valeurs de l'agresseur. Elles peuvent par exemple concerner le nombre de partenaires sexuels, la manière de se vêtir, de se maquiller, ou encore l'attitude générale d'une personne. Le slut-shaming inclut fréquemment – mais pas systématiquement – l'utilisation du terme « salope » (en anglais slut) ou d'un terme proche de sens. 
Les injures homophobes et transphobes stigmatisant outre un sexe un comportement sexuel et une identité de genre sont aussi considérées comme du slut-shaming.

## Naissance et utilisation de l'expression

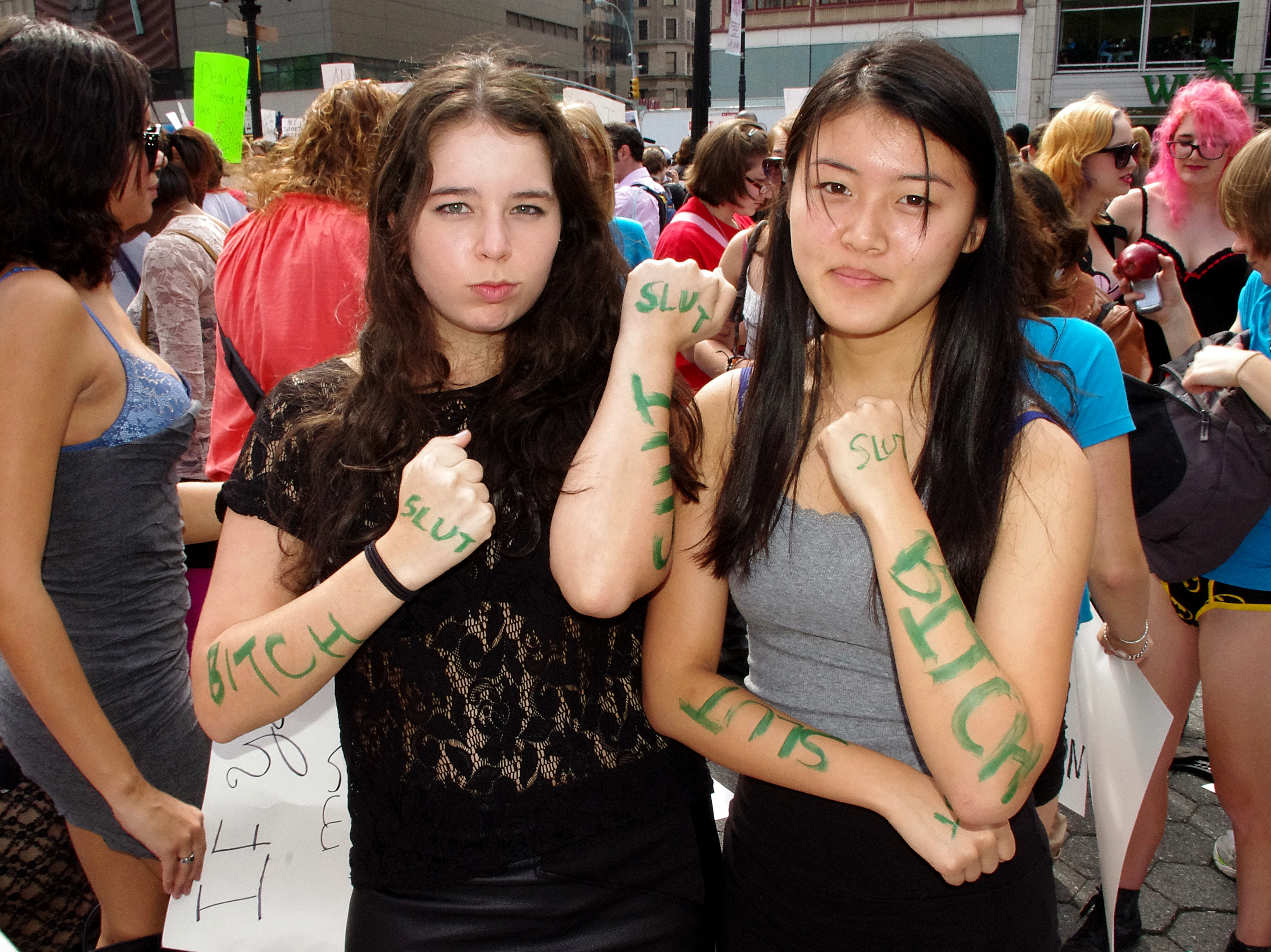
Participantes à une SlutWalk à New York en 2011.

L'expression slut-shaming (également slut-bashing) est utilisée principalement par des personnes dont le but est de dénoncer et de lutter contre cette pratique. Actuellement, l'expression slut-shaming est utilisée couramment aux États-Unis et au Royaume-Uni, essentiellement par des féministes. En France, ce terme est progressivement intégré au langage courant, principalement sur internet (via les blogs et les réseaux sociaux). Il est employé sous sa forme originale, souvent accompagné d'une traduction pour faciliter sa compréhension.
L'expression a été popularisée depuis l'apparition des SlutWalks en 2011. Deux cofondatrices de la première SlutWalk de Toronto, Sonya Barnett et Heather Jarvis, ont utilisé en 2011 l'expression slut-shaming pour expliquer la démarche des Slutwalks : « we are tired of being oppressed by slut-shaming ; of being judged by our sexuality and feeling unsafe as a result » (nous sommes fatiguées d'être oppressées par le slut-shaming ; d'être jugées sur notre sexualité et par conséquent de nous sentir en danger). Les SlutWalks ont donc pour but de dénoncer les comportements regroupés derrière le terme slut-shaming. 
Plusieurs affaires médiatisées ont permis à l'expression slut-shaming d'être davantage connue du grand public. En 2012, la polémique autour de l'animateur de radio conservateur Rush Limbaugh et de l'étudiante en droit Sandra Fluke a soulevé personnalités et féministes américaines. Le 29 février 2012, Sandra Fluke qui réclamait alors le remboursement de la contraception par les assurances-santé, avait été traitée de « salope » et comparée à une « prostituée » par Rush Limbaugh lors de son émission.
La médiatisation de cette affaire (également en France) a permis de pointer du doigt le phénomène des insultes visant la sexualité des femmes et donc plus largement le slut-shaming.

## Analyse féministe du phénomène

### Sexisme
Les féministes qui emploient le terme slut-shaming dénoncent une société qui considère les femmes sexuellement actives comme des « salopes ». Le slut-shaming est un moyen d'empêcher les femmes de s'exprimer librement – principalement au sujet de leur sexualité. Le slut-shaming est donc la marque d'une pression exercée par la société patriarcale sur les femmes, afin que celles-ci ne transgressent pas ses normes sexuées. 
Les féministes font d'ailleurs remarquer qu'il n'existe pas d'équivalent masculin au slut-shaming et que les termes désignant un homme sexuellement actif (Dom Juan, hommes à femmes, dragueur...) ne sont pas connotés négativement. L'autrice Leora Tanenbaum explique à ce sujet que le slut-shaming prouve que le sexisme est toujours vivant et qu'à mesure que garçons et filles grandissent, différentes attentes au niveau de leur comportement sexuel et de leur identité s'appliquent à eux. Le slut-shaming est selon elle la preuve d'un « double standard sexuel » impliquant, pour les hommes, la libre expression de leur sexualité, et pour les femmes, l'impossibilité d'accéder à cette même liberté. 
Les féministes considèrent qu'il est urgent de stopper le slut-shaming qui est extrêmement blessant pour les femmes qui le subissent. Elles mettent en avant ses conséquences psychologiques et les violences auxquelles il expose les femmes.

### Harcèlement sexuel et viol

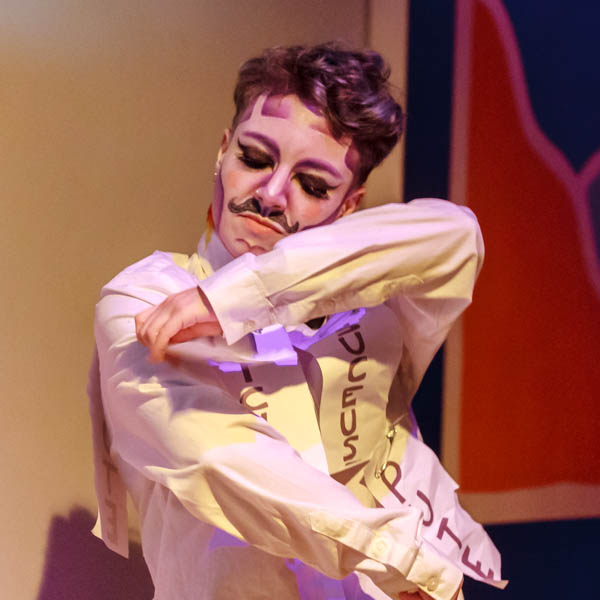
Drag show du drag king Cœur d'Artychaud sur le harcèlement lié au slut shaming, 2023

Les féministes perçoivent le slut-shaming comme une forme de harcèlement sexuel, dans la mesure où l'utilisation d'un langage à connotation sexuelle dans le but de créer un environnement hostile à une personne est largement reconnu comme tel (pour la France voir la loi du 6 août 2012). 
Le slut-shaming est également dénoncé comme moyen de blâmer les victimes de viol, en accusant ces dernières d'avoir provoqué leur agression – notamment à cause de leurs vêtements. Dans ce cadre, le slut-shaming entretient l'idée que certains vêtements (l'exemple des fuck-me shoes (en) est parfois cité) constitueraient de véritables appels au sexe et invalideraient donc le non-consentement de la victime de viol. En tant que tel, le slut-shaming serait donc un comportement faisant partie intégrante de la culture du viol (en anglais rape culture), concept proposé par les féministes.

## Critique de l'expression
À mesure que l'expression slut-shaming gagne en popularité, une partie des féministes récuse son utilisation. Ces féministes pensent que ce terme est trompeur et qu'il prête à la confusion. Elles ne remettent donc pas en question la réalité du phénomène , mais pointent du doigt l'emploi du mot slut et jugent l'expression inappropriée.
Si des féministes qui soutiennent le mouvement des SlutWalk cherchent à se réapproprier le mot « salope » (slut) et à le défaire de sa connotation négative, d'autres affirment que l'employer équivaut à perpétuer l'utilisation d'un langage misogyne humiliant et blessant pour les femmes. Utiliser le mot « salope » crée pour ces dernières un clivage entre les femmes et les divise en catégories (slut et non-slut) au lieu de les rassembler. Elles proposent de combattre le langage sexiste et de reconnaître cette pratique comme étant plus généralement une marque de haine envers les femmes (« woman hating »).